# 三瓶明雄
三瓶 明雄（さんぺい あきお、1929年11月27日 - 2014年6月6日）は、日本の農業従事者。日本テレビ系のテレビ番組『ザ!鉄腕!DASH!!』においてTOKIOのメンバーに農業指導を行った。

## 経歴
1950年以降福島県双葉郡浪江町に暮らし、約20年かけて一帯の開墾を行った開拓農民である。
2000年7月から日本テレビ系列のテレビ番組『ザ!鉄腕!DASH!!』の企画で浪江町津島地区に開設される「DASH村」の始動にあたり、農業協同組合より農業指導員として紹介を受けた。番組内においてジャニーズ事務所所属のアイドルグループ・TOKIOのメンバーとともに稲作などの農作業や動物の飼育、建築作業などを行った。本人は裏方での指導だと思っていたところ、放送されると中心的・重要な人材として映し出されたので大変驚いたという。2011年、「DASH村」のロケ中に東日本大震災が発生、それにより引き起こされた福島第一原子力発電所事故によりDASH村の村域が計画的避難区域（のちに帰還困難区域）に指定され、「DASH村」の企画が中断。自身も浪江町を離れざるをえなくなり、福島市内の借り上げ住宅に避難しつつ、不定期企画「出張DASH村」にてTOKIOとともに日本各地の農家を訪問し、様々な作物の農業技術や調理法の紹介を行っていたが、2014年1月19日の放送を最後に出演がなくなっていた。
三瓶はこのころから入院しており、入院期間中にTOKIOの城島茂と山口達也（当時）が慰問に訪れたことが2014年8月31日の「24時間テレビ37」で判明した。
2014年6月6日、福島県伊達市の病院で急性骨髄性白血病により死去。84歳没。死因については、福島民報では「急性骨髄性白血病」と報じられたが在京各紙では死因は不明と報じられている。TOKIOを始め、関係者はその訃報に大変なショックを受けたという。
妻と息子の三瓶鉄雄は明雄より先に亡くなっており、6月10日に行われた葬儀の喪主は息子の妻・美智子が務めた。葬儀にはTOKIOを代表して城島茂も参列した。
「まだまだ」が口癖で、これは「物事は常に新しくなっていくので、現状に満足して停滞してはいけない。」という自身への戒めを込めたものであったとのこと。TOKIOのメンバーとも公私に渡る交流を持っていたため、視聴者からも「6人目のTOKIO」と称され親しまれた。これは2019年の結婚時、墓前に報告した城島からも称されている。2020年現在、生前の姿は過去のVTRや鉄腕DASHの公式サイトのアーカイブやプロフィールなどで見ることができる。

## 略歴
- 1929年11月 - 福島県で生まれる。
- 1950年頃 - この頃から津島村に入植し、自宅もそこに構えた。
- 1964年10月 - 東京オリンピック開催。長男・鉄雄を授かる。
- 1989年11月 - 還暦を迎える。
- 2000年7月 - 日テレで「DASH村」スタート。農業指導者として出演した。
- 2001年6月 - DASH村の企画が軌道に乗り始め、米作りを始める。
- 2003年 - DASH村が農業ジャーナリスト賞を受賞。同年にDASH村が一度目の火事に見舞われた。24時間テレビでのDASH村中継に度々登場した。
- 2004年8月 - 初の書籍を刊行。
- 2006年1月 - DASH村が2度目の火事にあう。
- 2010年8月 - 24時間テレビで日本武道館を訪れた。理由はこの年のメインパーソナリティがTOKIOであったことによる。
- 2011年3月11日 - DASH村で東日本大震災に遭遇、翌日に原発事故発生。三瓶は福島市内に避難した。
- 2013年12月 - 体調を崩し、福島市内の病院へ入院する。
- 2014年1月 - 「DASH村」の北海道ロケがオンエアされたが、これが三瓶にとって最後の出演だった。
- 2014年6月6日 - 伊達市内の病院で死去、84歳没。
- 2014年11月 - DASH村の「新男米」が2016年まで3年連続で一等米を達成。
- 2017年6月 - 三回忌。新男米を品種改良した米が「ふくおとこ」と名付けられた。
- 2019年9月 - 城島が三瓶の墓所を訪れ、菊池梨沙との結婚を報告した。
- 2019年11月 - 生誕90周年を迎える。

## 著書
- 三瓶明雄、太田空真『DASH村からワシが伝えたかったこと 三瓶明雄の知恵』日本テレビ放送網、2004年8月。ISBN 978-4820399025。